# Hallein
Hallein (německy  ˈhalaɪ̯n), je okresní město ve spolkové zemi Salcbursko v Rakousku. Leží na řece Salzach, v nadmořské výšce 447 m, 20 km jižně od Salcburku. Žije zde přibližně 21 tisíc obyvatel. Je druhým největším městem Salcburska.

## Těžba soli
Název města je odvozen od keltského hal (sůl; podobně řecké hals), neboť těžba soli se zde provozovala nejméně dvě tisíciletí. Slaných pramenů užívali už pravěcí lovci, od 6. století př. n. l. zde sůl těžili Keltové, a to už i v podzemních štolách. Množství bohatých keltských hrobů v okolí Halleinu svědčí o významu obchodu se solí. Po dobytí oblasti Římany roku 17 n. l. se těžba soli přerušila a obnovili ji až ve středověku salcburští arcibiskupové.
Od 16. století byla těžba soli na blízkém Dürrnbergu hlavním zdrojem salcburského bohatství. Vyluhovala se vodou, solanka se dopravovala potrubím do Halleinu a ve zdejším solivaru se odpařováním získávala sůl, jež se pak po řece dopravovala do Salcburku. Těžba definitivně skončila roku 1989 a šachty a chodby v Bad Dürrnbergu slouží dnes jako turistická atrakce.

## Současnost
Historické centrum města je památkovou rezervací s řadou renesančních a barokních domů. Vedle několika průmyslových podniků je Hallein především město škol se středními i odbornými školami různých oborů. Ve městě se konají představení v rámci salcburských festivalů a je zde několik zajímavých muzeí:
- Keltské muzeum Hallein v bývalém solivaru na Pernerinsel s bohatými sbírkami archeologických nálezů, hlavně keramiky a kovových výrobků – zbraní, nástrojů, nádob i šperků.
- Muzeum hudebního skladatele F. X. Grubera, autora slavné vánoční písně Tichá noc, svatá noc... z roku 1818, který zde dlouho žil a roku 1863 zemřel.
- Muzeum těžby soli v Bad Dürrenberg s mnoha kilometry chodeb, s podzemním jezírkem a podobně.

## Významné osobnosti
- Franz Xaver Gruber (1787–1863), hudební skladatel

### Rodáci
- Herbert Fux (1927–2007) – herec a politik
- Marcel Hirscher (* 1989) – alpský lyžař
- Herbert Ilsanker (* 1967) – fotbalista
- Thomas Stangassinger (* 1965) – alpský lyžař
- Sanel Kuljic (* 1977) – fotbalista
- Anna Fenningerová (* 1989) – olympijská vítězka a mistryně světa v alpském lyžování